# Relaciones Panamá-Perú
Las relaciones Panamá-Perú se refieren a las relaciones internacionales entre la República de Panamá y la República del Perú.
Panamá y Perú cuenta con un tratado de libre comercio que se suscribió en la Ciudad de Panamá el 25 de mayo de 2011 y previsto para entrar en vigor a partir del 1 de mayo de 2012.

## Historia

### Época Precolombina y conquista española
En la época precolombina, el entonces príncipe heredero inca Túpac Yupanqui realizó una expedición marítima por las costas del Tahuantinsuyo, en una de esas rutas llegó al Golfo de San Miguel, este fue un importante contacto del Imperio incaico con los indios del Panamá prehispánico, aunque no el primero entre andinos y centroamericanos. Túpac regreso a su nación con piedras preciosas traída de las costas del Chocó panameño.
Para la llegada de los españoles en Panamá, los conquistadores se enteraron por los indios que existía un territorio más allá del golfo de San Miguel con abundancia de oro, este territorio fue denominado como El Birú, el lugar fantástico era una versión distorsionada del Tahuantinsuyo. La isla de Taboga fue utilizado como el punto de partida para las expediciones a El Birú por parte de Francisco Pizarro y Diego de Almagro en 1526.

### Época colonial e intercambio social

Rutas comerciales coloniales en el istmo de Panamá:
▬▬▬ Camino Real de Portobelo (de Panamá a Portobelo)
▬▬▬ Camino Real de Nombre de Dios (ruta a Nombre de Dios)
▬▬▬ Camino Real de Cruces (recorrido por el río Chagres)
▬▬▬ Camino Real de Cruces (recorrido a pie)

Panamá formaba parte del Virreinato de la Nueva Granada, eso no evitó que los intercambios comerciales entre el istmo y el Virreinato del Perú fuera intensa, dentro del istmo se encontraba el camino de Cruces, una vía que trasladaba productos como la papa, quinua y la quinta desde el Callao hacia Europa. Por otra parte Portobello era el puerto en el océano Atlántico desde donde se transportaba mercancía europea con rumbo al Perú. Este intercambio también se vio en la migración mutua; dos de las figuras más importante del Perú católico virreinal, Martín de Porras y Rosa de Lima tuvieron relaciones familiares con Panamá; la madre de Martín era originaria de este lugar y los padres de Rosa vivieron en Panamá.
El obispo colonial Javier Luna Victoria y Castro, primer istmeño nombrado obispo de la Arquidiócesis de Panamá, quien término la construcción de la Catedral de Panamá, ejerció también como obispo de la Arquidiócesis de Trujillo, al norte del virreinato peruano. La Armada del Mar del Sur, cuerpo naval del Ejército Real del Perú, era la encargada de proteger el istmo en el Pacífico contra incursiones piratas.
Desde 1550 a 1614 la provincia de Tierra Firme estuvo bajo administración directa del Virreinato del Perú.

### Posterior a la expulsión española y el Panamá colombiano
El 28 de noviembre de 1821, durante un cabildo abierto en la Ciudad de Panamá, se proclamó la "Independencia de Panamá". Pero la falta de presupuesto, el poco armamento militar con el que se contaba y la inseguridad de ser reconquistados por España, pone en peligro el seguir con la aventura independentista del istmo, por lo que se propone la unión al Perú, que había sido el principal socio comercial del Istmo en la época colonial y era más fácil y rápido llegar de Panamá al Callao por barco que de Panamá a Bogotá. El obispo José Higinio Durán y Martel lidero este partido peruanista por considerar que Colombia no tenía los recursos suficientes para consolidar la independencia, sin embargo, finalmente el istmo se unió a la Gran Colombia. Varios militares e insurgentes del Panamá español lucharon en la guerra de independencia peruana, Tomás Herrera que destacó en combate en la batalla de Ayacucho, los restos de Herrera descansan en su tierra y en su monumento en el Casco Antiguo de Panamá se encuentra a sus pies tierra traída desde Ayacucho a modo de homenaje. Ya en la época republicana, militares de Panamá lucharon en el bando peruano como Gregorio Miró Quesada que combatió en la guerra hispano-sudamericana y en la guerra del Pacífico.
Durante el gobierno de Ramón Castilla, la entonces República Peruana alcanzó su máximo nivel de influencia internacional, a tal nivel que en el Incidente de la tajada de sandía de 1856, el peruano Miguel Abraham defendió al vendedor de frutas Manuel Luna de un atacante estadounidense de nombre Jack Oliver.

#### Independencia de Panamá

Mapa de Colombia de 1886 que muestra tanto a Panamá como al territorio disputado por Perú, como parte suya.

La República de Panamá oficializó su separación de Colombia el 3 de diciembre de 1903. Perú fue el primer país en reconocer al nuevo Estado centroamericano, así mismo el gobierno peruano en el siglo XX fue de los más beneficiados con el canal de Panamá que había caído bajo control estadounidense; Para 1973 el Perú cambió de posición y se volvió uno de los principales defensores de que el canal vuelva a estar bajo soberanía del Estado panameño, el espaldarazo peruano permitió que la causa panameña llegue al Consejo de Seguridad y alcanzó mayor intensidad en la comunidad internacional.

## En la cultura popular
Las relaciones panameña-peruanas tuvieron influencia en la religión católica, que es mayoritaria en ambos países. Por los intercambios sociales y económicos la devoción del Señor de los Milagros, originario en la Lima virreinal, sigue estando presente en Panamá, teniendo su propia festividad en octubre con vestimenta morada al igual que su contraparte peruana.
Dentro de las leyendas y mitos históricos, círculos nacionalistas e irrendentistas peruanos del departamento de Loreto, afirman que la guerra colombo-peruana en donde Perú "cedió" territorios que de facto estaban colonizados por peruanos, fue un «regalo» de Estados Unidos hacia el Estado colombiano a manera de premio consuelo por la pérdida de Panamá, también se describe que este intercambio era para beneficiar el nacionalismo de Lima y Bogotá respectivamente, porque la capital peruana conseguía el apoyo estadounidense para la reincorporación de Tacna en su conflicto con Chile y la capital colombiana tenía las manos libres para reconocer a Panamá como un Estado soberano, algo que quería la administración norteamericana.

## Misiones diplomáticas

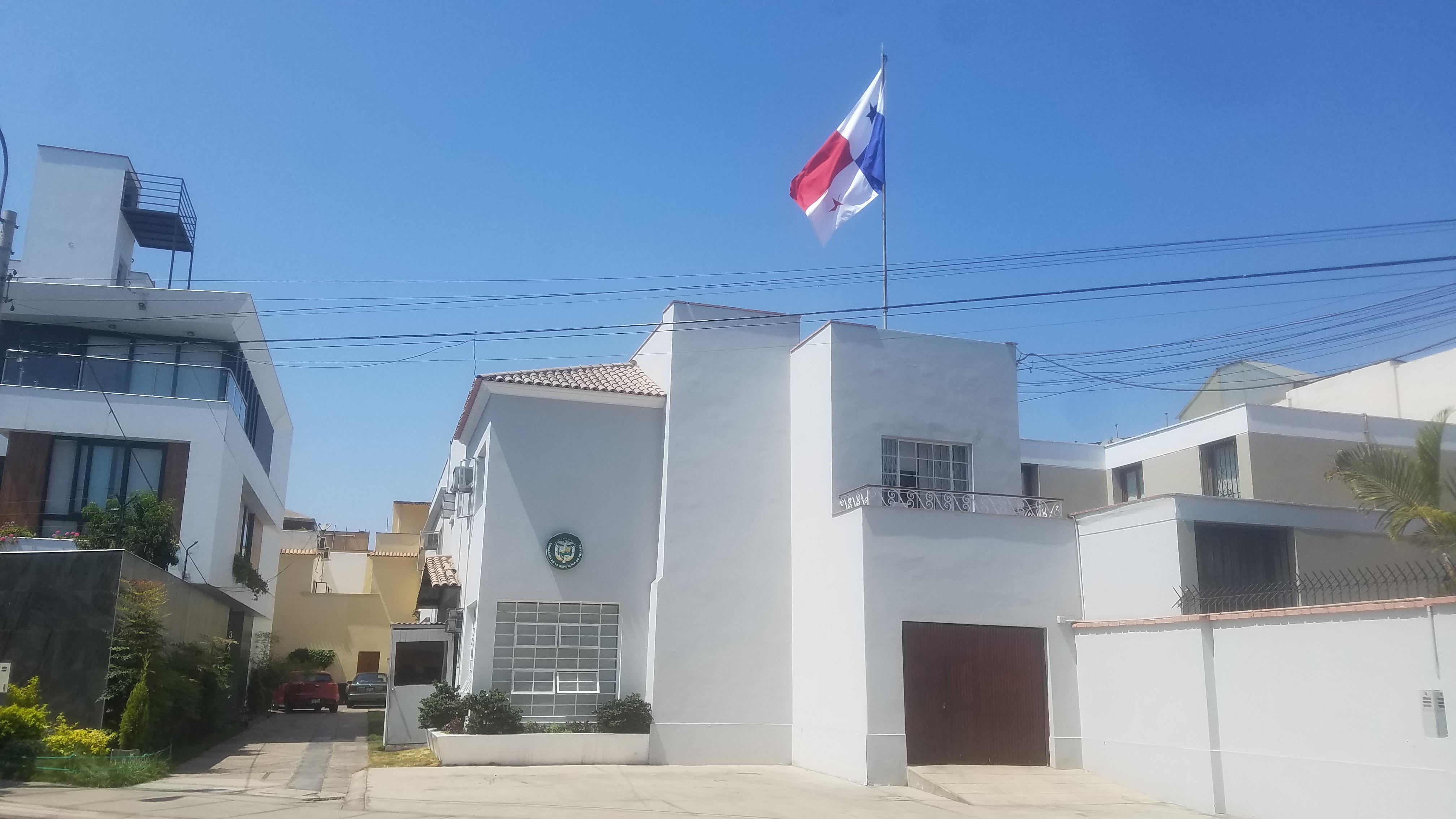
Embajada de Panamá en Lima

- Panamá tiene una embajada en Lima.
- Perú tiene una embajada en la Ciudad de Panamá.